# Johann Adalbert Angermayer
Johann Adalbert Angermayer (en checo: Jan Vojtěch Angermayer, Bílina, 1674-Praga, 18 de octubre de 1740) fue un pintor bohemio. 

## Biografía
Fue discípulo de Johann Rudolf Byss en Praga. Entre 1707 y 1727 fue miembro de la corporación de pintores de Altstadt. Colaboró con el pintor Petr Brandl y, entre 1719 y 1722, trabajó en el claustro de Osseg. Se dedicó al bodegón de tradición flamenca, con preferencia por imágenes de flores, animales e insectos, así como alguna vanitas, un tipo de bodegón que hace referencia a la fugacidad de la vida y la inevitabilidad de la muerte, como la del Bayerische Staatsgemäldesammlungen de Múnich (1731), donde se ve una calavera en un nicho con un libro, una lámpara, un plato de porcelana y pompas de jabón.

## Galería

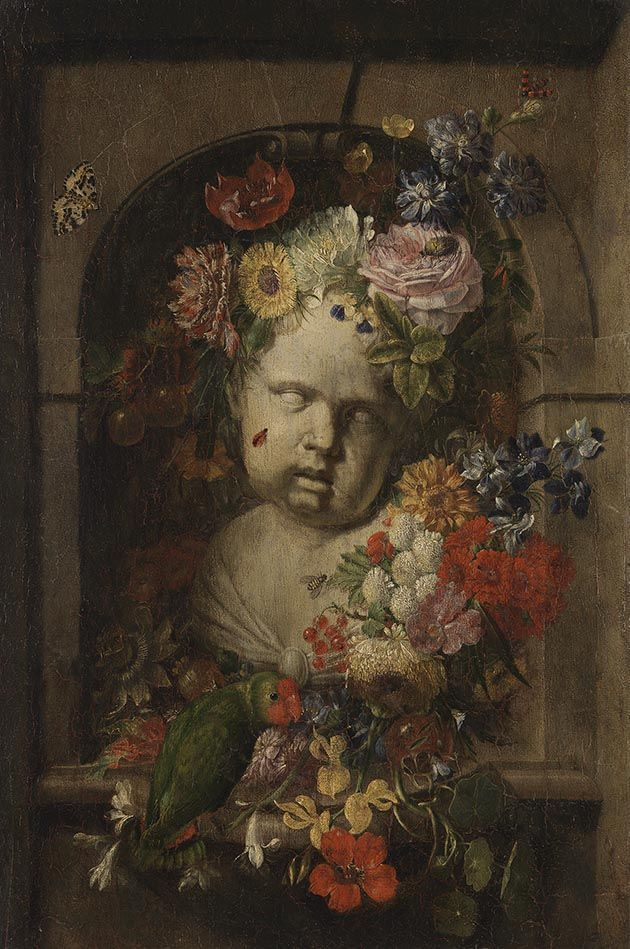
Busto de Cupido con flores (1703), Pinacoteca Antigua de Múnich
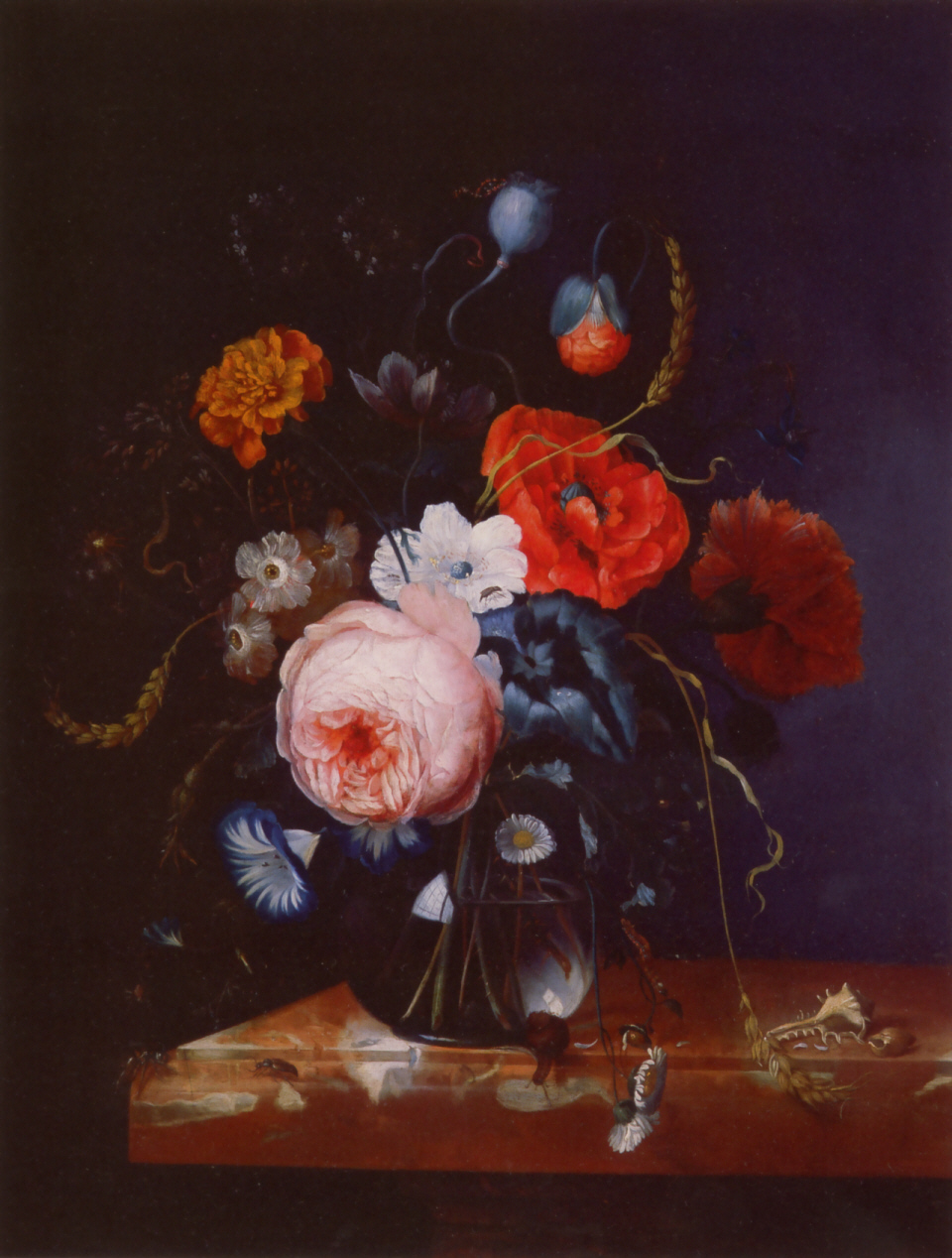
Ramo de flores en un jarrón de vidrio con conchas en la mesa (c. 1725)
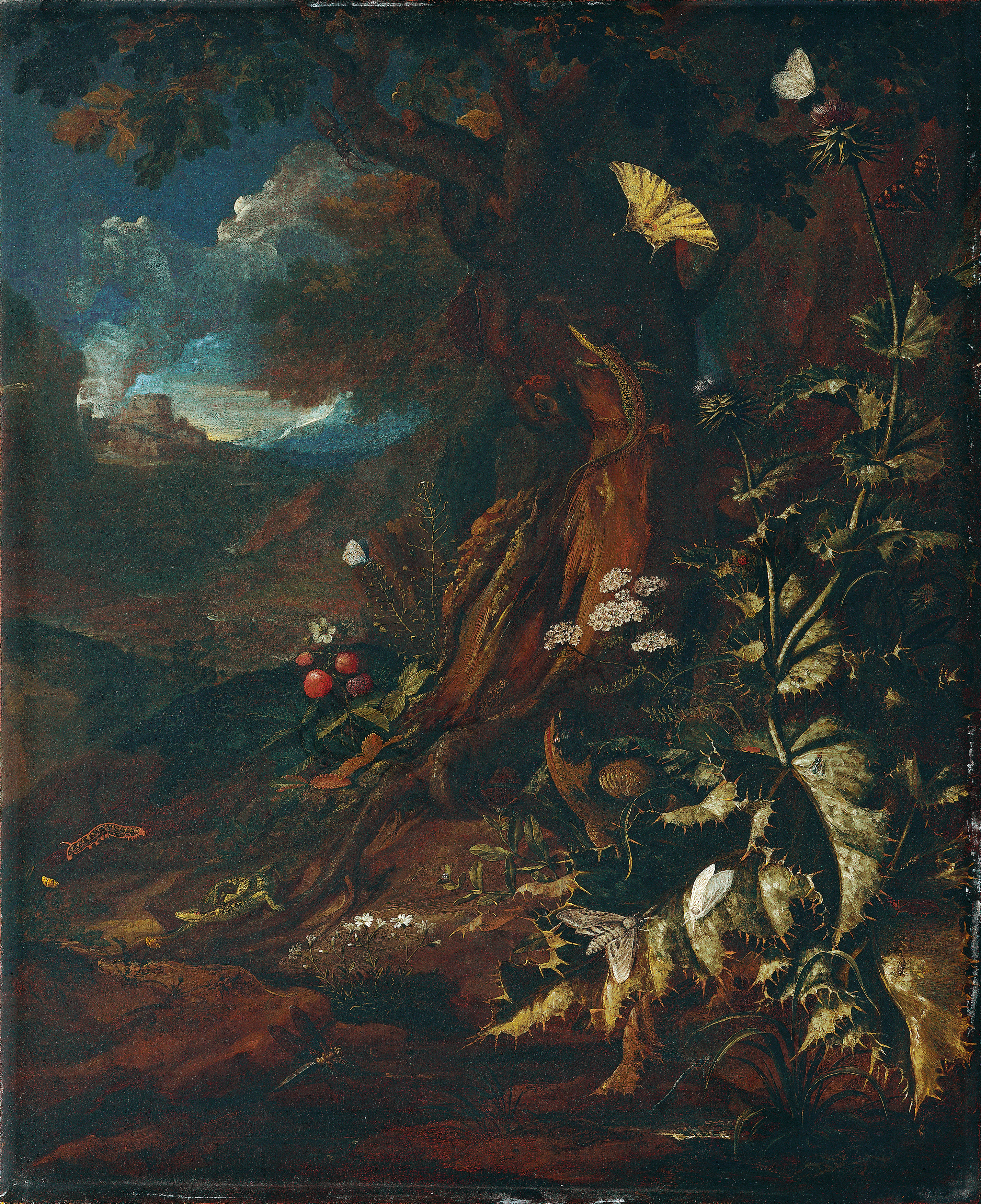
Paisaje con reptiles e insectos (c. 1730-1740), Galería Belvedere, Viena
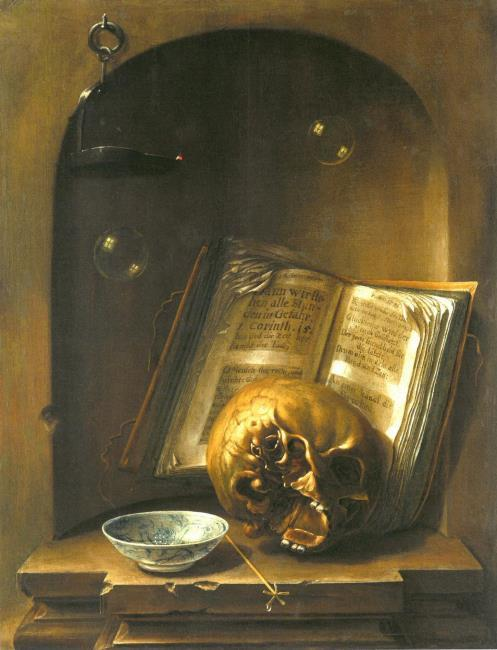
Vanitas (1731), Bayerische Staatsgemäldesammlungen, Múnich
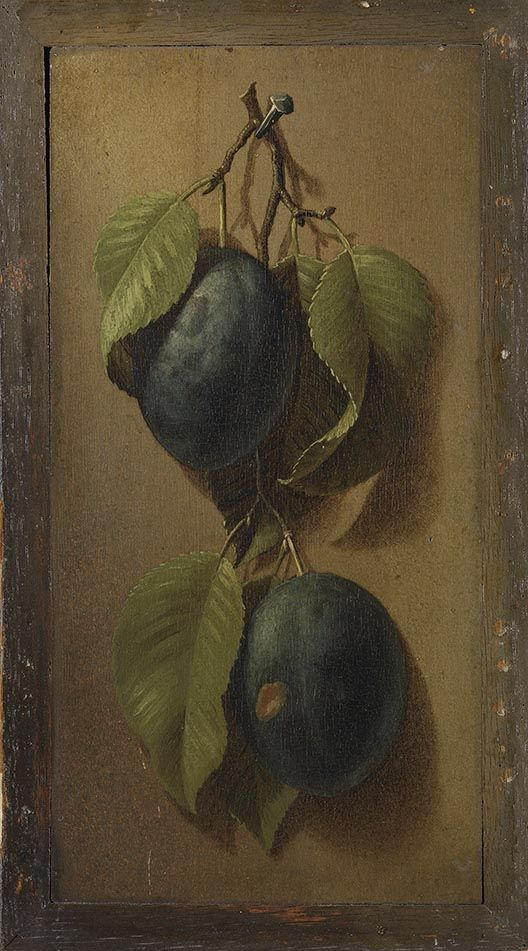
Una rama de ciruela, Bayerische Staatsgemäldesammlungen, Múnich
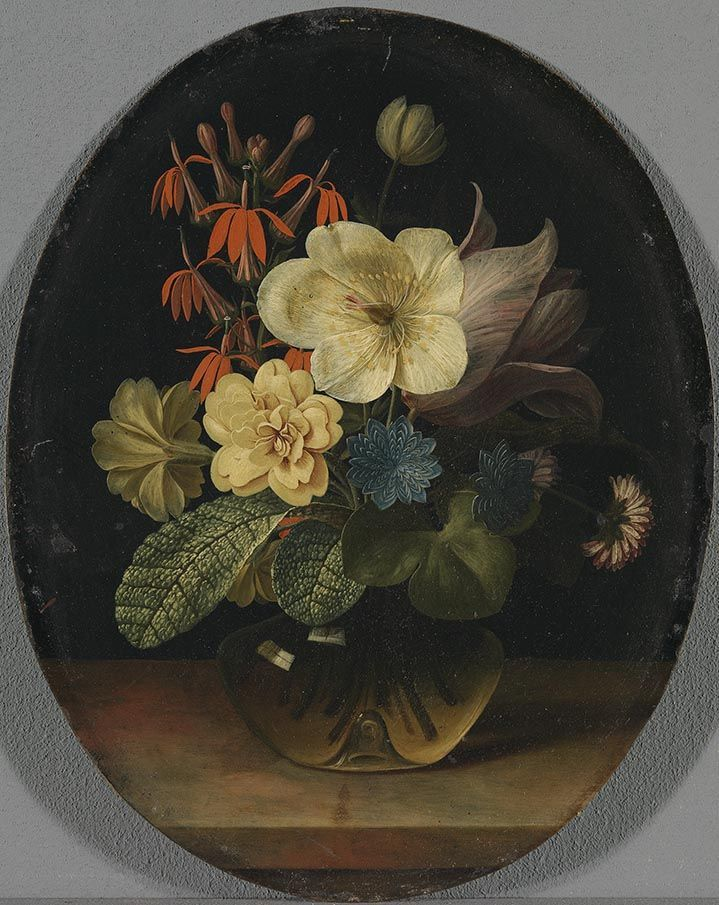
Jarrón de flores, Bayerische Staatsgemäldesammlungen, Múnich